# Koru (Schiff)
Die Koru (Project Y721) ist eine der längsten Segeljachten der Welt (2023). Sie wurde von Oceanco in Alblasserdam/Niederlande für den US-amerikanischen Unternehmer Jeff Bezos (Amazon) gebaut. Ihre Baukosten werden auf bis zu 500 Millionen US-Dollar geschätzt.

## Ausstattung
Die Koru ist als Dreimast-Schoner getakelt. Ursprünglich hatte man erwartet, dass es mit einem Dyna-Rigg besegelt werden sollte. Das Schiff hat klassische Linien, einen Bugspriet und einen schwarzen Rumpf. Die Kabinen für 18 Gäste sind in zwei Decks angeordnet. Die Jacht hat eine Maschinenanlage mit zwei MTU-Dieselmotoren des Typs 16V 2000 M72 mit jeweils 1460 kW Leistung, die auf zwei Propeller wirken und eine Fahrt von 20 Knoten ermöglichen sollen.
Der Name der Jacht stammt vom neuseeländischen Symbol Koru aus der Kultur der Māori.

## Geschichte
Der stählerne Rumpf der Koru wurde in Teilen gefertigt und durch das Oceanco-Unternehmen Zwijnenburg in Zwijndrecht montiert. Erst mit dem Rollout im Oktober 2021 wurden Einzelheiten über das Projekt bekannt. Die Jacht lief am 4. August 2022 vom Stapel.
Die Werft hatte eine Ausrüstung in Alblasserdam geplant. Nachdem bekannt wurde, dass zu diesem Zweck das Mittelteil der als Rijksmonument denkmalgeschützten Koningshavenbrug („De Hef“) hätte demontiert werden müssen, gab es starken Protest unter der Rotterdamer Bevölkerung. Deshalb wurden die drei Masten nach einem Verholen des Schiffs bei der Greenport-Werft montiert. Probefahrten fanden zwischen Februar und Mai 2023 statt.